# Коносман
Коносман (енгл. Bill of Lading; фр. Le connaissement; скраћеница: B/L или BOL) или бродарска теретница је најзначајнији докуменат у поморском транспорту и представља хартију од вредности.

## Историјат
Тereнице се користе вековима, рани уговори о превозу појављују се у XIII веку. Теретнице тада представљају признаницу коју су давали капетани или бродовласници као потврду да су примили робу. Кроз векове она се даље развијала и добијала карактеристике које данас има. У почетку трговцима није био потребан такав докуменат пошто су најчешће истовремено били и бродовласници или су у најмању руку путовали са својом робом. Порастом прекоморске трговине, трговци су остајали на обали и појавила се потреба за документом који би служио као доказ о укрцаној роби и тиме заштитио и превозника и пошиљаоца.
На другој страни, бродовласник је имао службеника који је истовремено био и члан посаде брода, а чија је најважнија дужност била да педантно бележи у бродски регистар примљену робу, у присуству бродовласника, капетана и још једног сведока. По свом пореклу, коносман је изворно копија те књиге направљена као обезбеђење од губитка бродског регистра, као јединог доказа о укрцаној роби, у случају губитка брода. Пошто трговац више није путовао са својом робом, био му је потребан докуменат о укрцаној роби који би држао код себе.
Један од најстаријих докумената у коме се коносман помиње у његовом данашњем значењу је закон Ханзеатске лиге из 1591. године. Опште је прихваћено, да је коносман настао у Италији, као резултат обимне трговине између италијанских градова и Византије.

## Појам
Коносман (теретница) је исправа коју бродар издаје крцатељу на основу уговора о превозу робе поморским путем или унутрашњим воденим путевима и у којој потврђује да је примио на превоз робу која је у њој означена, ради превоза на одређеној релацији и издавања у луци опредељења њеном законитом имаоцу.

### Карактеристике
Из дефиниције коносмана произилазе његове три битне карактеристике:
1. Функција признанице - коносманом бродар потврђује да је примио на превоз робу у њему означену;
2. Доказ о постојању уговора о превозу - сам по себи коносман није уговор о превозу, али је доказ о постојању тог уговора и о његовој садржини;
3. Коносманом се бродар обавезује да преда терет овлашћеном имаоцу коносмана.

## Издавање коносмана
Издавање коносмана је обавеза бродара, али само под условом да је то захтевао крцатељ. Практично то у његово име чини бродарски агент или заповедник брода. Редовно се издаје код поморског возарског уговора (уговор о превозу појединачних пошиљки), где служи као доказ о закљученом уговору о превозу и његовој садржини, док се код тзв. поморског бродарског уговора, ређе издаје. То је зато што у овом случају уговорне стране, за разлику од возарског уговора, закључују уговор у писаном облику, те није потребно издавање теретнице као доказног средства о постојању истог. Ипак и код бродарског уговора, коносман може да има значај доказа о пријему робе на превоз, а посебно је у овом случају значајна функција коносмана као хартије од вредности.
Ако крцатељ не захтева издавање коносмана, бродар му издаје потврду о томе да је роба укрцана на брод тзв. часничка потврда, која нема својства хартије од вредности. У унутрашњој пловидби , ако се не издаје коносман, поред часничке потврде, може доћи и до издавања товарног листа, који такође нема својства хартије од вредности.

## Врсте коносмана
Кроз векове развоја коносмана, постојала су различита правила и протоколи његовог коришћења.
За регулисање поморског превоза значајна је прва Међународна конвенција о изједначавању неких правила о теретници из 1924. год. тзв. Хашка правила, коју је Република Србија ратификовала. У Србији је кодификација поморског превоза извршена 1977. године, доношењем Закона о поморској и унутрашњој пловидби, а у њега су укључена многа добра решења из Хашке конвенције, али и Хамбуршких правила из 1978. године која нису ратификована.
Постоје многе врсте коносмана који се данас користе у поморском транспорту, зависно од врсте транспорта, намене и сл. Најважније су следеће:

### Коносман „укрцано“ и „примљено за укрцај“
Зависно од временског тренутка издавања коносмана, разликује се коносман „укрцано“ и коносман „примљено за укрцај“. Коносман „укрцано“ је редован облик коносмана који бродар издаје крцатељу тек након укрцаја робе на брод који је у том коносману означен. 

### „Чиста“ и „нечиста“ теретница
Ако тертница не садржи опаске о врсти, броју, количини, тежини, стању итд. терета назива се „чиста теретница“. Обрнуто „нечиста теретница“, поред редовних података, садржи и клаузуле са образложеним примедбама о спољашњем изгледу робе (врста робе, број комада, количина, тежина, стање итд.). „Нечистом теретницом“ се сматра и теретница на којој нема изричитих примедби о роби, али има клаузула које значе извесно ограђивање бродара. На пример: „садржај, тежина, мере, квалитет и техничка спецификација непознати“.

### Групни коносман
Када се у улози крцатеља појављује шпедитер који заступа више комитената - пошиљалаца робе, могуће је за робу која се превози једним бродом да се од бродара захтева издавање само једног коносмана - тзв. групни коносман. На основу издатог групног коносмана, шпедитер издаје комитентима потврду о укрцају робе на брод, која може да замени коносман код наплате путем робног акредитива, ако је тако одређено у налогу за отварање акредитива.
Ако се роба, коју је предао на превоз шпедитер, испоручује различитим лицима, уместо групног коносмана може се издати коносман по деловима робе за сваког примаоца или се на основу издатог групног коносмана може издати тзв. налог за искрцај робе и то за сваког примаоца посебно.

### Директни коносман
Када од луке укрцаја до луке искрцаја робу превози више бродара (тзв. директни превози - сукцесивни превози) може бродар који је примио робу на превоз да изда један коносман - тзв. директни коносман (директна теретница). У новије време до издавања директног коносмана долази и кад се ради о мешовитим превозима. Тада теретницу издаје бродар који је примио робу на превоз за цео превозни пут, без обзира на то што у извршењу превоза могу да учествују превозиоци различитих грана транспорта.

### Коносмани према начину одређења корисника
У зависности од начина одређења корисника коносмани могу бити:
- на име - преноси се грађанскоправном цесијом;
- по наредби корисника - претпоставка је да је то крцатељ, ако у исправи није означено друго лице. Пренос се врши индосирањем, када се примењују правила меничног права, осим одредби о регресу, јер је бродар једини дужник;
- на доносиоца - издаје се изузетно ретко, а преноси се традицијом.

## Доказна снага
У правним односима између бродара, крцатеља и примаоца разликујемо два односа:

### Однос бродар-крцатељ
У правним односима између бродара и крцатеља, као уговорних страна из уговора о превозу робе, коносман је непотпуно доказно средство. Наиме, у овим односима подаци унети у коносман имају само претпостављену доказну снагу у погледу врсте, стања и количине примљеног терета, те обе стране могу податке из коносмана побијати свим дозвољеним доказним средствима. У овом правном односу, наиме коносман има сва обележја каузалне хартије од вредности, те бродар одговара на основу оног што је стварно примио на превоз (одговорност ex recepto), а не на основу оног што је унето у коносман.

### Однос бродар-прималац
У правним односима између бродара и примаоца, као трећег лица, који није уговорна страна из уговора о превозу, те се на њега он не може да односи због принципа релативног дејства уговора (изузев у мери у којој су клаузуле из уговора укључене у теретницу - примена начела инкорпорације), коносман са становишта бродара има карактер потпуног доказног средства - тзв. апсолутна доказна снага (изузетак су тзв. скривене мане робе). Према томе бродар одговара према примаоцу у свему према садржају коносмана, независно од тога какву је робу стварно примио (одговорност ex scriptura). Бродарева одговорност према примаоцу реализује се дакле према правилу non quira recepit, sed quia scripsit. Ова правила о одговорности бродара примењују се само ако је прималац као треће лице савестан, што је претпоставка.